# Comuna Natalievca, Fălești
Comuna Natalievca este o comună din raionul Fălești, Republica Moldova. Este formată din satele Natalievca (sat-reședință), Beleuți, Comarovca, Ivanovca, Popovca și Țapoc.

## Demografie
Conform datelor recensământului din 2014, comuna are o populație de 1.981 de locuitori. La recensământul din 2004 erau 2.231 de locuitori.

## Administrație și politică
Componența Consiliului local Natalievca (11 consilieri), ales la 5 noiembrie 2023, este următoarea:
|  | Partid                                        | Consilieri | Componență | Componență | Componență | Componență | Componență |
|  | --------------------------------------------- | ---------- | ---------- | ---------- | ---------- | ---------- | ---------- |
|  | Partidul Nostru                               | 5          |            |            |            |            |            |
|  | Partidul Socialiștilor din Republica Moldova  | 4          |            |            |            |            |            |
|  | Partidul Comuniștilor din Republica Moldova   | 1          |            |            |            |            |            |
|  | Partidul Dezvoltării și Consolidării Moldovei | 1          |            |            |            |            |            |